# Havant & Waterlooville FC
Havant & Waterlooville FC is een Engelse voetbalclub uit Havant, Hampshire. De club werd opgericht in 1998 na een fusie tussen Havant Town en Waterlooville FC. Het stadion West Leigh Park behoorde sinds 1982 toe aan Havant Town en daar werd ook verder gespeeld.

## Geschiedenis
In het eerste fusiejaar werd Havant & Waterlooville kampioen in de Southern Division van de Southern League behaald. In de FA Cup werd net niet de eerste ronde gehaald, H&W verloor van Hayes FC na een penalty-reeks, wat een mooi affiche zou hebben opgeleverd tegen League-club Mansfield Town.
In 2000/01 werd wel de eerste ronde van de FA Cup gehaald, maar de club verloor met 1-2 van Southport FC uit de Football Conference en in 2002/03 verloor ze uit van Dagenham & Redbridge met 2-3. In datzelfde seizoen werd de halve finale van de FA Trophy bereikt die verloren werd van Tamworth FC, wel werd Forest Green Rovers verslagen.
Tijdens hun 5-jarig verblijf in de Premier Division van de Southern League was seizoen 2001/02 het beste met een 3de plaats. Na seizoen 2003/04 werd de club 12de en nipt geselecteerd voor de nieuw opgerichte Conference South.
In het seizoen 2005/06 werden de play-offs op één punt na niet gehaald, doordat de club 3 strafpunten kreeg. Havant & Waterlooville was een afspraak niet nagekomen, ex-Weymouth FC speler Tony Taggart zou niet moeten spelen tegen zijn ex-club maar werd toch opgesteld. Trainer Baird claimde dat hij Taggart moest opstellen omdat een andere speler geblesseerd was. Het seizoen 2006/07 werd afgesloten met een 4de plaats in de competitie en een plek in de halve finale van de playoffs die verloren ging tegen Braintree Town.
Shaun Gale werd in oktober 2007 de nieuwe coach van Havant & Waterlooville en dat wierp direct z'n vruchten af. Havant & Waterlooville werkte een fantastische "cup-run" af in de FA Cup van het seizoen 2007/08. In de tweede kwalificatieronde werd Bognor Regis Town verslagen, uit, met 1-2. In kwalificatieronde 3 werd op eigen veld Fleet Town verslagen met 2-1. In de vierde, en tevens laatste, kwalificatieronde won Havant & Waterlooville, thuis, van Leighton Town met 3-0. In de eerste "proper round" werd uit van York City, uit de Conference National gewonnen met 0-1. Hetzelfde resultaat werd in de tweede ronde behaald, uit bij Notts County. In ronde 3 moest Havant & Waterlooville op bezoek bij de Football League Championship-club Swansea City. Lange tijd stond Swansea City met 1-0 voor maar 3 minuten voor het eind scoorde taxichauffeur Rocky Baptiste de gelijkmaker en sleepte er een replay uit. Die replay, thuis met 4400 bezoekers, werd met 4-2 gewonnen. De loting voor de 4de ronde had voor de replay plaatsgenomen en de winnaar van de replay van Liverpool v Luton Town. Liverpool won, een dag voor de replay van Havant & Waterlooville, met 5-0 van Luton Town. En zodoende mochten de "part-timers" naar Anfield. En het werd een onvergetelijke middag voor de spelers van Havant & Waterlooville. Tot 2 keer toe kwamen ze op voorsprong door goals van Richard Pacquette en Alfie Potter. Lucas Leiva en Yossi Benayoun maakte tot 2 keer toe gelijk en met 2-2 gingen de ploegen de rust. Uiteindelijk trok Liverpool aan het langste uit, het werd 5-2. Een fantastische prestatie voor een "non-league-club". The Kop, legendarische tribune op Anfield Road, gaf de spelers van Havant & Waterlooville een staande ovatie en de spelers konden met een geweldige ervaring op zak naar huis. Deze prestatie haalde menig voorpagina in de Engelse tabloids en is een van de grootste beker-prestatie voor een non-league-club ooit.
Na enkele seizoenen in de Conference South (die in 2015 hernoemd werd tot National League South) degradeerde Havant & Waterlooville in 2016 naar de Isthmian League Premier Division. De ploeg bleef vertrouwen houden in trainer Lee Bradbury en het volgende seizoen werden ze kampioen en keerde zodoende terug. Een jaar later (2017/18) werd Havant & Waterlooville kampioen van de National League South door op de laatste speeldag van Concord Rangers FC te winnen, dankzij een treffer in de laatste minuut. Hierdoor promoveerde de club voor het eerst in haar historie naar de National League, net onder de League Two.
In het seizoen 2018/19 had Havant & Waterlooville moeite om zich aan te passen aan het niveau van de semi-professionele National League en degradeerden ze met nog drie wedstrijden te gaan. Aan het einde van het seizoen nam trainer Lee Bradbury na zeven jaar afscheid van de club. Het seizoen 2023-2024 eindigde in degradatie uit de National League South, naar de zevende divisie.

## Eindstanden
1998/1999 - Southern League Southern Division - 1ste
1999/2000 - Southern League Premier Division – 13de
2000/2001 - Southern League Premier Division – 6de
2001/2002 - Southern League Premier Division – 3de
2002/2003 - Southern League Premier Division – 8ste
2003/2004 - Southern League Premier Division – 12de
2004/2005 - Conference South – 13de
2005/2006 - Conference South – 6de
2006/2007 - Conference South - 4de
2007/2008 - Conference South - 7de
2008/2009 - Conference South - 15de
2009/2010 - Conference South - 6de
2010/2011 - Conference South - 9de
2011/2012 - Conference South - 19de
2012/2013 - Conference South - 10de
2013/2014 - Conference South - 6e
2014/2015 - Conference South - 5de 
2015/2016 - National League South - 20ste 
2016/2017 - Isthmian League Premier Division - 1ste
2017/2018 - National League South - 1ste
2018/2019 - National League - 23ste
2019/2020 - National League South - n.n.b.

## Bekende spelers
- Liam Daish
- Manny Duku
- Dean Holdsworth